# Timatic
Timatic (* 20. Jahrhundert in Nordhorn als Gerardo Güler) ist ein deutscher Rapper und Battlerap-Künstler, der durch das Battlerap-Format JuliensBlogBattle (JBB) bekannt wurde. Sein erstes und bisher einziges Studioalbum Hyäne veröffentlichte er 2019.

## Karriere
Timatic nahm im Jahr 2015 zum ersten Mal am JuliensBlogBattle von Julien Sewering teil, in welchem er nach der Qualifikationsphase seinen ersten Gegner, den Battlerapper Rapido, im Achtelfinale besiegte. Es folgte das Viertelfinale gegen Johnny Diggson, in welchem er jedoch unterlag und somit durch das K.-o.-System aus dem regulären Turnier ausschied. Es ergab sich lediglich noch ein Bonus-Battle ohne eine Rangerzielung gegen EmGi, das er zwar knapp gewann, allerdings aufgrund einer verbalen Auseinandersetzung mit Sewering anschließend auf das Preisgeld verzichtete.
Im folgenden Jahr nahm Timatic an dem genreübergreifenden Musikwettbewerb JuliensMusicCypher teil, schied aber bereits im 32tel-Finale aus.
2017 kam es im Zuge der Qualifikation für das JBB 2017/18 zu einem Eklat mit seinem ehemaligen Crew-Kollegen Laskah, dem er vorwarf, Textideen von ihm geklaut zu haben. Dies verarbeitete er in seinem Qualifikationsvideo, das innerhalb kürzester Zeit über eine Million Aufrufe erreichte. Es folgte das Sechzehntelfinale gegen Aylien, das Achtelfinale gegen Pac Pacino, das Viertelfinale gegen Gotcha, das Halbfinale gegen Clash Parker und das Finale gegen Herr Kuchen, in all denen er als Sieger hervorging. Anschließend fand das sogenannte King-Finale gegen EnteTainment, den Gewinner (King) der vorherigen Staffel, statt, in dem er sich ebenfalls durchsetzen konnte und somit, wie auch seine Vorgänger SpongeBOZZ und Gio, den Titel King of Kings erhielt.
Nach dem Turniersieg 2018 veröffentlichte er sein Debütalbum Hyäne, das Platz 12 der deutschen Albumcharts erreichte. Timatic ist Mitglied der Hip-Hop-Crew Neuberlin Soldiers.

## Markenzeichen
Gülers Markenzeichen ist sein Bandana, welches er seit Beginn seiner Battlerap-Laufbahn im JBB über der unteren Gesichtshälfte trägt. Ursprünglich wollte er damit seine wegen einer Weisheitszahnoperation geschwollenen Backen verdecken, da er zu dieser Zeit das Musikvideo für seine JBB-Qualifikation 2015 drehte. Wegen des gestiegenen Wiedererkennungswerts entschied sich Güler, das Bandana auch darüber hinaus zu tragen.

## Diskografie
Alben
- 2019: Hyäne (Neuberlin)

Singles
- 2015: JBB 2015 Qualifikation
- 2015: 8tel-Finale vs. Rapido
- 2015: 4tel-Finale vs. Johnny Diggson
- 2015: Bonusbattle vs. EmGi
- 2016: Regeneration
- 2016: Meine Gang
- 2017: JBB 2018 Qualifikation
- 2017: 16tel-Finale vs. Aylien
- 2018: 8Tel-Finale Vs. Pac Pacino
- 2018: 4Tel-Finale Vs. Gotcha
- 2018: Halbfinale Vs. Clash Parker
- 2018: Finale Vs. Herr Kuchen
- 2018: King-Finale Vs. Entetainment
- 2019: Para
- 2019: Crewlove
- 2019: Kavallerie